# Cayos Cochinos
Die Cayos Cochinos sind eine zu Honduras gehörende Inselgruppe im Karibischen Meer. Sie bestehen aus zwei Inseln (Cochino Menor und Cochino Mejor) sowie 14 kleinen Koralleninseln. Diese sind teilweise unbewohnt oder gehören Privatpersonen. Die Inselgruppe liegt rund 30 Kilometer nordöstlich von La Ceiba; die Inseln haben eine Gesamtfläche von etwas über 2 km². Nach der Volkszählung von 2001 betrug die Bevölkerung 108. Die größeren Ansiedlungen sind Lower Monitor (46), East End (35) and Cayo Redondo (Round Cay) (17 Einwohner). Die Inselgruppe liegt zwar näher an der honduranischen Festlandsküste als zu den Islas de la Bahía, gehört aber administrativ zur Gemeinde Roatán des Departamentos Islas de la Bahía.

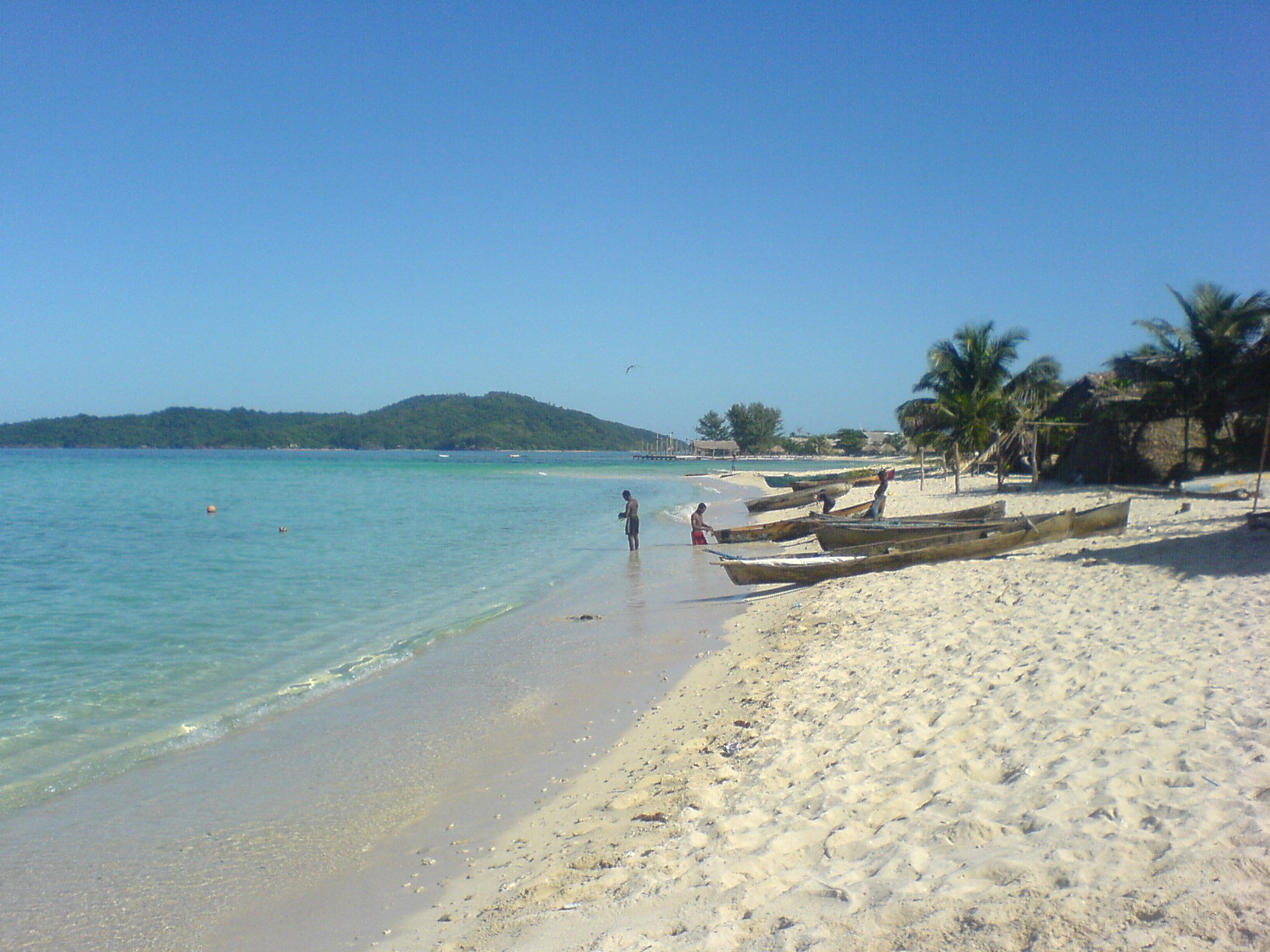
Strand auf den Cayos Cochinos

Auf Cochino Menor befindet sich eine Forschungsstation für die Durchführung von Forschungs- und Beobachtungsarbeiten der Korallenriffe und der darin vorkommenden Tier- und Pflanzenwelt. Die Inseln sind bei klarem Wetter von der Küste aus sichtbar. Die Cayos Cochinos sind Teil des zweitgrößten Barriereriffs, bekannt auch als Meso-American Barrier Reef.
Die Smithsonian Institution, The Nature Conservancy, der World Wildlife Fund sowie die Weltbank haben die Bedeutung der Cayos zu einem wichtigen Bestandteil des Barriereriffs erklärt, dessen Schutz Vorrang hat. Die sich darin befindenden Riffe gelten als die unberührtesten im Ökosystem der honduranischen Bay Islands.
1993 wurden die Cayos Cochinos durch einen präsidialen Erlass erstmals zu einem Naturschutzgebiet erklärt. 2003 wurde das Gebiet durch den Staat Honduras zudem als Meeresschutzgebiet (Monumento Natural Marino, wörtlich „Meeres-Naturdenkmal“) ausgewiesen.